# Ізарський Олекса
Оле́кса Іза́рський (інші псевдоніми: Ол. Із., О. Погар; справжнє прізвище Олексі́й Григо́рович Ма́льченко; 30 серпня 1919, Полтава — 28 березня 2007, Лейквуд, поблизу Клівленда, штат Огайо, США) — український письменник-романіст, літературознавець, перекладач.

## Біографічні відомості
Народився в Полтаві в родині банківського службовця та лікарки. Середню освіту (зокрема, знання німецької та французької мов) здобув приватно в Полтаві. Вищу освіту здобув, навчаючись у 1937—1941 роках у Київському університеті (романо-германський відділ).
1942 року в окупованій Полтаві почав писати повість «Ранок» [Архівовано 10 липня 2020 у Wayback Machine.], яку завершив 1943 року в Кам'янці-Подільському, видав 1963 року в Мюнхені.
Восени 1943 року разом із батьками емігрував на Захід. Після війни жив у Діссені та Мюнхені.
Наприкінці 1940-х років після смерті батька із матір'ю та братом переїхав до США, оселився в Клівленді.
Тільки 1999 року до 80-ліття письменника Полтавська філія Суспільної служби України видала першу книгу Олекси Ізарського в Україні — роман «Полтава». До цього книжки Олекси Ізарського видавалися лише за кордоном.

## Творчість

### Початок літературної діяльності
Олексій Мальченко рано зацікавився літературною творчістю. Розпочав її зі щоденників. У 1930-х роках входив до літературного гуртка при Полтавській центральній науковій бібліотеці, яким керував Пилип Капельгородський. Він перший звернув увагу на обдарованого юнака. Заохочений Капельгородським, Олексій ще в шкільні роки написав роман «Мій дід», який мав би бути початком серії повістей і романів про Віктора Лисенка.
Першою опублікованою книжкою Ізарського став літературно-критичний нарис «Рільке на Україні» [Архівовано 1 жовтня 2019 у Wayback Machine.] (Філадельфія, 1952; перекладено німецькою мовою).

### Сімейна хроніка
Повість «Ранок» поклала початок циклу белетристичних творів — своєрідної родинної хроніки про духовне становлення Віктора Лисенка, його рідних, викладачів, товаришів, а потім про життя родини Лисенків у Німеччині, де вони опинилися під час війни та жили в повоєнні роки.
Другу книжку цієї серії «Віктор і Ляля» (Мюнхен, 1965) присвячено шкільним рокам головного героя.
Наступні романи:
- «Ранок» [Архівовано 10 липня 2020 у Wayback Machine.] (1963);
- «Київ» (1971, навчання в університеті);
- «Полтава» [Архівовано 1 жовтня 2019 у Wayback Machine.] (1977, період окупації);
- «Чудо в Мисловицях» (1967, перебування Лисенків у Шлезьку в 1944 році);
- «Саксонська зима» [Архівовано 1 жовтня 2019 у Wayback Machine.] (1972);
- «Літо над озером» [Архівовано 1 жовтня 2019 у Wayback Machine.] (1981, життя сім'ї в Баварії);
- «Столиця над Ізаром» (інша назва «Мюнхен», завершена 1986).

У творах, присвячених життю Лисенків за межами України, Олекса Ізарський прагнув показати долю людей, що вирвалися із «соціалістичного раю» і вперше вільно глянули на світ (як пише автор, «не крізь російські окуляри»).
Твори Ізарського стали своєрідним протиставленням «великій радянській літературі», фальшивій за своєю суттю. Усі книги «лисенківського циклу» творять певну єдність, через яку проходить образ (великою мірою автобіографічний) Віктора Лисенка. Центральною проблемою є його ставлення до України, її національних проблем.
Проза Ізарського позначається оригінальністю письма (Ігор Качуровський називає «орнаментальною» що означає «умовне віддалення від предмета»), асоціативністю думок і образів, вишуканістю висловів, багатством метафор, порівнянь, інших художніх засобів зображення.
За визначенням Анни-Галі Горбач, письменник «працює не для сьогодення, а бачить свій вклад в українську літературу з широких перспектив майбутности».

### Інші жанри
Крім художньої прози, Ізарський багато років (особливо в 1940—1970-х) виступав з літературними статтями, уривками із щоденників, рецензіями, оглядами, спогадами про зустрічі з українськими та німецькими письменниками тощо. Їх друкували газети та журнали «Час», «Українська трибуна», «Сучасність», «Українська літературна газета» та ін.